# Tríopas
En la mitología griega Tríopas, Tríope o Triopeo (Τρίωψ, Tríops, que sugiere «tres ojos»), era el nombre de un héroe cuyas diferentes versiones confunden a menudo a los mitógrafos. Se le considera un rey de Tesalia o más concretamente de las tierras de llanura de Dotión o Dotio, en donde había ubicado un templo a Deméter. Tríopas es hijo de Helio y Rodo en la versión rodia, o de Poseidón y Cánace en la versión tesalia. Los hijos de Tríopas son denominados como Triópidas o Triopeos.

### Tríopas de Tesalia
La segunda versión, que aparece en la Biblioteca y el Catálogo de mujeres, nos dice que Tríope era uno de los cinco hijos de Poseidón y Cánace, hija de Eolo, y fue padre de Erisictón y de Ifimedia, la madre de los gigantescos Alóadas. Higino, en su Astronomía poética añade que era un rey de Tesalia, que se casó con Hiscila, una hija de Mirmidón, y que Forbante era otro hijo de Tríopas. Calímaco nos dice que Tríopas, ya canoso, sufrió mucho al ver a su hijo Erisictón consumiéndose por la maldición del hambre; tras rezarle a su abuelo Poseidón no tuvo más remedio que abandonar a su hijo para no cometer impiedad contra los dioses. Esteban de Bizancio dice que Tríopas, el padre de Erisictón, también lo fue de Mérope, rey coo.
Otros dicen que el que padeció la maldición de Deméter fue el propio Tríopas. Tríopas padeció de un hambre insaciable por castigo de la diosa. En el caso de Tríopas se contaba que el motivo de la cólera de la diosa había sido por haber demolido un templo suyo. Tríopas murió víctima de las múltiples enfermedades que le ocasionó una serpiente enviada por la diosa. La misma Deméter quiso que la historia de Tríopas figurara tras su muerte entre las estrellas formando la constelación de Ofiuco con la serpiente que lo había matado.

### Tríopas el Helíada
Este Tríopas era uno de los helíadas, hijo por tanto de Helios. Cuando los malvados telquines abandonaron la isla de Rodas al presagiar el diluvio que les iba a mandar Zeus, Helio hizo resurgir a la isla de las aguas, la secó con sus rayos, y dio su gobierno a los siete hijos que había tenido con su amada Rodo, con cuyo nombre bautizó a la recién emergida isla. Así Tríopas y sus hermanos se convirtieron en correyes de Rodas.
Los helíadas destacaban, por habérselo inculcado su padre, en las artes de la astrología, náutica y metalurgia. Pero de entre todos destacaba Ténages, que era habilidoso hasta tal punto que despertó la envidia de Triopas y de otros tres de sus hermanos y juntos terminaron matándolo.
En castigo por el fraticidio Tríopas tuvo que exiliarse de su patria. Se estableció primero en el Quersoneso (península) de la tierra firme que se encuentra justo enfrente de la isla de Rodas, donde fue purificado de su crimen por el rey Melíseo. De allí pasó a Tesalia, donde ayudó a los hijos de Deucalión a expulsar a los pelasgos y se proclamó rey del país. Pero buscando un techo adecuado para su palacio destruyó un templo que los antiguos habían erigido en honor de Deméter. Esto encolerizó a los tesalios, por lo que huyó de nuevo, esta vez a Caria (Asia Menor). Allí dio nombre a la ciudad de Triopión, y a un monte donde fundó la ciudad de Cnido en una pequeña isla casi inmediata al Quersoneso de Caria y frente a la isla de Cos. 
Según la Descripción de Grecia de Pausanias, una estatua de Tríopas había sido llevada por los habitantes de Cnido en la ciudad de Delfos.